# Enrico Fabbro
Pour les articles homonymes, voir Fabbro.
Enrico Fabbro est un entraîneur de football italien né à Rome le 14 juin 1959. 
Après s'être occupé de l'équipe junior de la SS Lazio, il est devenu entraîneur du club algérien MC Alger entre 2006 et novembre 2007 où il démissionna de son poste. 
Le 4 janvier 2008, il revient à la tête du MC Alger. Le 24 février il quitte définitivement le navire Mouloudéen.

## Palmarès
- Vainqueur de la Coupe d'Algérie 2006-2007 avec le MC Alger
- Vainqueur de la Supercoupe d'Algérie 2007 avec le MC Alger